# Biblis (geslacht)
Biblis is een geslacht van vlinders uit de familie Nymphalidae.

## Soorten
Het geslacht is monotypisch, de enige soort is Biblis hyperia (Cramer, 1779).